# آنا منا
آنا مِنا (اسپانیایی: Ana Mena‎؛ زادهٔ ۲۵ فوریهٔ ۱۹۹۷) خواننده و بازیگر اهل اسپانیا است. وی کارش را در سال ۲۰۰۹ با بازی در یک سریال تلویزیونی آغار کرد.
از فیلم‌ها یا مجموعه‌های تلویزیونی که وی در آن‌ها نقش داشته است، می‌توان به پوستی که در آن زندگی می‌کنم اشاره نمود.